# Am-Stern
Ein Am-Stern oder Metalllinien-Stern ist ein Typ der chemisch pekuliären Sterne des Spektraltyps A, dessen Spektrum starke und oft auch variable Absorptionslinien von Metallen wie Zink, Strontium, Zirkonium und Barium sowie ein Defizit an anderen wie Calcium oder Scandium aufweist. Dabei ist die Stärke des Kaliums zu früh im Vergleich zu den Wasserstofflinien, während die Metalllinien zu spät im Vergleich zu den Wasserstofflinien sind. Die feine Klassifikation dieser Sterne wäre z. B. AmkA8hA9mF3 (d. h. sinngemäß gruppiert Am-kA8-hA9-mF3), entsprechend der Spektralklasse abgeleitet aus der Kaliumlinie k, den Wasserstofflinien h und Metalllinien m.
Die Am-Sterne stellen bis zu 50 % aller Sterne des Spektraltyps A8 und erreichen Häufigkeitsabweichungen bis zu einem Faktor zehn gegenüber normalen A-Sternen.
Diese Anomalien werden durch Elemente verursacht, die mehr elektromagnetische Strahlung (z. B. Licht) absorbieren und durch den Strahlungsdruck in die Oberflächenschichten der Sterne aufsteigen. Andere Elemente werden abgereichert, weil sie durch die Gravitation des Sterns in tiefere Schichten absinken. Diese Effekte kommen lediglich bei langsam rotierenden Sternen zur Wirkung, bei denen keine schnelle Rotation die gravitative Trennung verhindert.
Normalerweise besitzen Sterne vom Typ A hohe Rotationsgeschwindigkeiten. Die meisten Am-Sterne sind deshalb auch in Doppelsternen zu finden, wo sie Teile ihrer Rotationsenergie via Gezeitenkräfte an den Partner abgeben.

## Vertreter
Der wohl bekannteste der Metalllinien-Sterne ist Sirius (α Canis Majoris).
Die folgende Tabelle beinhaltet einige bekanntere dieser Sterne in absteigender scheinbarer visueller Helligkeit:
| Name      | Bayer oder andere Bezeichnung | scheinbare visuelle Helligkeit |
| --------- | ----------------------------- | ------------------------------ |
| Sirius A  | α Canis Majoris A             | −1,47                          |
| Castor Ba | α Geminorum Ba                | 2,96                           |
|           | α Volantis                    | 4,00                           |
| Acubens A | α Cancri A                    | 4,26                           |
| Kurhah    | ξ Cephei                      | 4,29                           |
|           | θ1 Crucis                     | 4,30                           |
|           | 2 Ursae Majoris               | 5,46                           |
|           | Tau3 Gruis (τ3 Gruis)         | 5,72                           |
|           | WW Aurigae                    | 5,82                           |